# Ilsa, la tigresse du goulag
Série
Greta, la tortionnaire
(1977)
Pour plus de détails, voir Fiche technique et Distribution.
Ilsa, la tigresse du goulag ou Ilsa, la tigresse de Sibérie au Québec (Ilsa, the Tigress of Siberia) est un film canadien réalisé par Jean LaFleur et sorti en 1977.
C'est le quatrième et dernier volet de la saga de films de women in prison Ilsa.

## Fiche technique
Sauf indication contraire, les informations mentionnées dans cette section peuvent être confirmées par la base de données cinématographiques IMDb,  présente dans la section « Liens externes ».
- Titre original : Ilsa, the Tigress of Siberia
- Titre français : Ilsa, la tigresse du goulag ou Ilsa, la tigresse de Sibérie[1]
- Réalisation : Jean LaFleur
- Scénario : Marven McGara
- Photographie : Richard Ciupka
- Montage : Debra Karen
- Décors : Claude Marchand
- Costumes : Nicoletta Massone
- Production : Roger Corman, Ivan Reitman
- Société de production : Mount Everest Enterprises, DAL Productions, Cinepix
- Pays de production :  Canada
- Langue originale : anglais
- Format : Couleurs - 1,85:1 - Son mono - 35 mm
- Genre : Drame érotique
- Durée : 93 minutes (1 h 33)
- Dates de sortie : 
  - Canada : 30 septembre 1977
  - France : 7 avril 1982[1]
- Affiche : Vanni Tealdi (France)

## Distribution
- Dyanne Thorne : Ilsa
- Jean-Guy Latour : Gregory
- Michel-René Labelle
- Gilbert Beaumont
- Ray Landry
- Terry Haig
- Jacques Morin
- Henry Gamer
- Jorma Lindqvist
- Gil Viviano